# Treignac
Treignac ist eine französische Gemeinde mit 1258 Einwohnern (Stand 1. Januar 2022) im Département Corrèze in der Region Nouvelle-Aquitaine.

## Geografie
Treignac liegt 75 km südöstlich von Limoges im Haut-Limousin über den Ufern der Vézère in einem Halbrund von Hügeln des westlichen Zentralmassiv. Die Gemeinde ist Teil des Regionalen Naturparks Millevaches en Limousin.

## Wappen
Beschreibung: In Blau drei (2;1) fünfstrahlige goldene Sterne.

## Geschichte
Auf dem Gebiet von Treignac befand sich bereits in gallo-römischer Zeit eine Siedlung, von der auf dem Champ de Monteil noch Überreste von Grabanlagen erhalten sind.
Um das Jahr 1000 wurde in einer presqu’île (Halbinsel) genannten Flussschleife der Vézère auf einer fast völlig unzugänglichen, felsigen Erhebung in Schloss errichtet. Bereits für das 11. Jahrhundert ist hier eine Viguerie belegt.
Im Hochmittelalter wurden erste Siedlungen um die Kirchen Saint-Martin, Saint-Léobon und Saint-Jean gebaut. Im Jahr 1284 wurde Treignac zur freien Stadt erhoben. Zu dieser Zeit entstanden die Befestigungsanlagen, die drei Tore, drei Ortschaften und drei Schlösser umfassten. Von den Anlagen ist heute nur noch die Porte Charibande erhalten. Burg und Stadt wurden zu einer bedeutenden Kastellanei des Hauses Comborn, das dem Herzog von Aquitanien und damit von 1152 bis zum Ende des Hundertjährigen Krieges im Jahr 1453 mit dem Haus Plantagenet der englischen Krone unterstand. Mit dem französischen Sieg fiel der Ort an die französische Krone und kam durch Erbschaft im 16. Jahrhundert in den Besitz des Hauses Pompadour.
Während der französischen Revolution wurde das Schloss völlig zerstört und die Stadtmauer abgerissen.
In der ersten Hälfte des 19. Jahrhunderts entstanden die Brücken Pont Finot (1824) und Pont Bargy (1840).
Am 20. Juli 1904 wurde die Eisenbahnstrecke Seilhac–Treignac eröffnet, die jedoch seit 1970 stillgelegt ist.
Im Jahr 2000 wurde hier die Kanu und Kajak Weltmeisterschaft ausgerichtet.

## Einwohnerentwicklung
Seit Anfang der 1960er Jahre ist die Bevölkerung von Treignac fast durchgängig rückläufig. Ursache des Bevölkerungsrückgangs ist die deutlich negative Geburtenziffer, die auch nicht durch die andauernde Zuwanderung aus anderen Teilen Frankreichs in den Ort ausgeglichen werden konnte. Bei der Zählung des Jahres 1999 waren annähernd 50 % der Bevölkerung 60 Jahre alt oder älter.
| Jahr                       | 1962 | 1968 | 1975 | 1982 | 1990 | 1999 | 2006 | 2016 |
| Einwohner                  | 1857 | 1826 | 1866 | 1690 | 1520 | 1415 | 1389 | 1356 |
| Quellen: Cassini und INSEE |      |      |      |      |      |      |      |      |

## Kultur und Sehenswürdigkeiten
Als eines der schönsten Dörfer Frankreichs verfügt Treignac  über ein sehenswertes historisches Stadtbild. Im Ort stehen neben  mehreren, teilweise mit Wehrerkern ausgestatteten Bürgerhäusern aus dem 15. und 16. Jahrhundert, zahlreiche weitere Bauwerke sind als Monument historique unter besonderen Schutz gestellt:
- Die überdachte Markthalle entstand im 15. Jahrhundert.
- Das Rathaus und die ehemalige Kapelle Notre-Dame-de-la-Paix entstanden im 17. Jahrhundert, in dem auch das Collège gegründet wurde, eine ehemalige Privatschule, an deren Einfahrtstor und Fassade Treppentürme hinaufführen.
- Die alte Brücke über die Vézère entstand im 13. Jahrhundert.
- Die Kirche wurde im 15. Jahrhundert gebaut, die alte Büßerkapelle im 17. Jahrhundert.

### Museen
Das Musée des Arts et traditions populaires de la Haute et Moyenne Vézère pflegt eine ethnografische Sammlung.

## Gemeindepartnerschaften
Seit 1995 verbindet den Ort eine Partnerschaft mit Neuendettelsau in Bayern.